# 奥托·舍夫
奥托·舍夫（德語：Otto Scheff，1889年12月12日—1956年10月26日），奥地利男子游泳、水球运动员。他曾代表奥地利参加1908年和1912年夏季奥林匹克运动会，其中1908年奥运会获得一枚铜牌。